# Eulithis juncta
Eulithis juncta là một loài bướm đêm trong họ Geometridae.